# 賀茂町
賀茂町（かもちょう）は、愛知県豊橋市の地名。

## 地理
豊橋市北東部に位置する。西は豊川市、南は豊川市・石巻小野田町、北は豊川市一宮町に接する。

### 河川
- 豊川[1]
- 牟呂用水[1]
- 間川[1]

### 字一覧
- 間川（あいだがわ）[WEB 5]
- 井ノ下（いのした）[WEB 5]
- 井ノ瀬（いのせ）[WEB 5]
- 後田（うしろだ）[WEB 5]
- 内籠（うちごもり）[WEB 5]
- 恵実（えざね）[WEB 5]
- 榎瀬（えのきせ）[WEB 5]
- 大蚊屋敷（おおがやしき）[WEB 5]
- 大塚（おおつか）[WEB 5]
- 大辻（おおつじ）[WEB 5]
- 大鳥井下（おおとりいした）[WEB 5]
- 大合歓（おおねむ）[WEB 5]
- 大橋（おおばし）[WEB 5]
- 大ろう（おおろう）[WEB 5]
- 折地（おりじ）[WEB 5]
- 飼馬（かいま）[WEB 5]
- 鎌田（かまだ）[WEB 5]
- 神山（かみやま）[WEB 5]
- 川原（かわら）[WEB 5]
- 九伏（くぶせ）[WEB 5]
- 黒田ケ森（くろだがもり）[WEB 5]
- 鯉ケ瀬（こいがせ）[WEB 5]
- 小深田（こふかだ）[WEB 5]
- 御灯田（ごとうでん）[WEB 5]
- 塞神（さいかみ）[WEB 5]
- 坂井（さかい）[WEB 5]
- 鷺畑（さぎばた）[WEB 5]
- 下川原（しもかわら）[WEB 5]
- 下佃（しもつくだ）[WEB 5]
- 下鶴（しもづる）[WEB 5]
- 城下（しろした）[WEB 5]
- 城前（しろまえ）[WEB 5]
- 城屋敷（しろやしき）[WEB 5]
- 新田下（しんでんした）[WEB 5]
- 神田（じんでん）[WEB 5]
- 杉本（すぎもと）[WEB 5]
- 石城寺（せきじょうじ）[WEB 5]
- 先起（せんぎ）[WEB 5]
- 双田（そうだ）[WEB 5]
- 染屋畑（そめやばた）[WEB 5]
- 大養治（たいようじ）[WEB 5]
- 高当（たかとう）[WEB 5]
- 内匠（たくみ）[WEB 5]
- 棚田（たなだ）[WEB 5]
- 代官屋敷（だいかんやしき）[WEB 5]
- 知野（ちの）[WEB 5]
- 束田（つかだ）[WEB 5]
- 辻（つじ）[WEB 5]
- 手棒（てぼう）[WEB 5]
- 照山（てりやま）[WEB 5]
- 天神前（てんじんまえ）[WEB 5]
- 出口（でぐち）[WEB 5]
- 徳用（とくよう）[WEB 5]
- 中川原（なかがわら）[WEB 5]
- 中道（なかみち）[WEB 5]
- 長池（ながいけ）[WEB 5]
- 長沢西（ながさわにし）[WEB 5]
- 長畑（ながはた）[WEB 5]
- 西洗出（にしあらいだし）[WEB 5]
- 西川原堤内（にしがわらつつみうち）[WEB 5]
- 西川原堤外（にしがわらつつみそと）[WEB 5]
- 西能洲（にしのうしゅう）[WEB 5]
- 西屋敷（にしやしき）[WEB 5]
- 能洲（のうしゅう）[WEB 5]
- 野中（のなか）[WEB 5]
- 林（はやし）[WEB 5]
- 東榎瀬（ひがしえのきせ）[WEB 5]
- 久長（ひさなが）[WEB 5]
- 比丘尼谷（びくにや）[WEB 5]
- 富貴（ふうき）[WEB 5]
- 棒ケ池（ぼうがいけ）[WEB 5]
- 宮後（みやうら）[WEB 5]
- 宗末（むねすえ）[WEB 5]
- 村上（むらかみ）[WEB 5]
- 森信（もりのぶ）[WEB 5]
- 柳原（やなぎはら）[WEB 5]
- 山伏（やまぶせ）[WEB 5]
- 山屋敷（やまやしき）[WEB 5]
- 若宮（わかみや）[WEB 5]

### 通学区域
|      | 小学校             | 中学校             | 高等学校 |
| ---- | ------------------ | ------------------ | -------- |
| 全域 | 豊橋市立賀茂小学校 | 豊橋市立石巻中学校 | 三河学区 |

## 歴史

### 史跡
- 照山城跡[1]
- 山本勘助の墓[1]

### 偉人
- 山本勘助 - 武将
- 竹尾彦九郎

### 町名の由来
この神領に住む人々が氏神
として賀茂神社を祭るようになった頃から、
「賀茂」と呼ぶようになったと思われる。

### 人口の変遷
国勢調査による人口および世帯数の推移。
| 1995年（平成7年）  | 358世帯 1540人 |  |
| 2000年（平成12年） | 359世帯 1502人 |  |
| 2005年（平成17年） | 354世帯 1442人 |  |
| 2010年（平成22年） | 371世帯 1379人 |  |
| 2015年（平成27年） | 396世帯 1389人 |  |
| 2020年（令和2年）  | 391世帯 1263人 |  |

### 沿革
- 1889年-1951年　-愛知県八名郡賀茂村となる。
- 1951年-1955年　-金沢村と合併して愛知県八名郡双和村となる。
- -1955-今　双和村から豊橋市に編入され豊橋市賀茂町となる。

## 交通
- 東名高速道路[1]
- 愛知県道石巻萩平豊川線[1]
- 愛知県道豊橋鳳来線[1]

## 施設
- 豊橋市立賀茂小学校[1]
- 賀茂郵便局[1]
- 曹洞宗光勝寺[1]
- 長全寺[1]
- 安養寺[1]
- 曹洞宗本願寺[1]
- 稲垣院[1]
- 真言宗醍醐派加納寺[1]
- 賀茂神社[1]

### WEB
1. ↑  “愛知県豊橋市の町丁・字一覧”.   人口統計ラボ. 2023年4月13日閲覧。
2. ↑  総務省統計局 (2017年1月27日). “平成27年国勢調査の調査結果(e-Stat) - 男女別人口及び世帯数 －町丁・字等” (CSV). 2021年7月21日閲覧。
3. ↑  “愛知県豊橋市の郵便番号一覧”.   日本郵便. 2023年4月13日閲覧。
4. ↑  “市外局番の一覧” (PDF).   総務省 (2022年3月1日). 2022年3月22日閲覧。
5. 1 2 3 4 5 6 7 8 9 10 11 12 13 14 15 16 17 18 19 20 21 22 23 24 25 26 27 28 29 30 31 32 33 34 35 36 37 38 39 40 41 42 43 44 45 46 47 48 49 50 51 52 53 54 55 56 57 58 59 60 61 62 63 64 65 66 67 68 69 70 71 72 73 74 75 76 77 78 79  “愛知県豊橋市 住所一覧から地図を検索”.   ONE COMPATH. 2023年8月17日閲覧。
6. 1 2  豊橋市教育部学校教育課 (2024年4月1日). “校区早見表” (PDF).   豊橋市. 2025年6月26日閲覧。
7. ↑  総務省統計局 (2014年3月28日). “平成7年国勢調査の調査結果(e-Stat) - 男女別人口及び世帯数 －町丁・字等” (CSV). 2021年7月20日閲覧。
8. ↑  総務省統計局 (2014年5月30日). “平成12年国勢調査の調査結果(e-Stat) - 男女別人口及び世帯数 －町丁・字等” (CSV). 2021年7月20日閲覧。
9. ↑  総務省統計局 (2014年6月27日). “平成17年国勢調査の調査結果(e-Stat) - 男女別人口及び世帯数 －町丁・字等” (CSV). 2021年7月21日閲覧。
10. ↑  総務省統計局 (2012年1月20日). “平成22年国勢調査の調査結果(e-Stat) - 男女別人口及び世帯数 －町丁・字等” (CSV). 2021年7月21日閲覧。
11. ↑  総務省統計局 (2017年1月27日). “平成27年国勢調査の調査結果(e-Stat) - 男女別人口及び世帯数 －町丁・字等” (CSV). 2021年7月21日閲覧。
12. ↑  総務省統計局 (2017年1月27日). “令和2年年国勢調査の調査結果(e-Stat) - 男女別人口及び世帯数 －町丁・字等” (CSV). 2021年7月21日閲覧。

### 書籍
1. 1 2 3 4 5 6 7 8 9 10 11 12 13 14 15 16 17 18 19  「角川日本地名大辞典」編纂委員会 1989, p. 1786.